# Chee Soon Juan

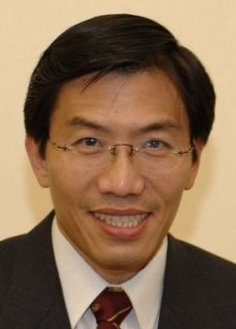
Chee Soon Juan

Chee Soon Juan (chinesisch 徐順全, Pinyin Xú Shùnquán; * 1962) ist ein singapurischer Politiker und Vorsitzender der Oppositionspartei Singapore Democratic Party (SDP).
Chee ist Neuropsychologe and machte im Jahre 1990 seinen Universitätsabschluss an der University of Georgia. Er trat 1992 der SDP bei.
Er gilt als scharfer Kritiker der singapurischen Regierung, auch wenn er die politischen Leistungen des ehemaligen singapurischen Premierministers Lee Kuan Yew anerkennt, der „schönes Leben in dieses kleine, ressourcenarme Land brachte“.
Bei einem Gerichtsverfahren im Jahre 2008 wurde er von Lee Kuan Yew als „Lügner, Betrüger und alles zusammen ein skrupelloser Mann“ bezeichnet und als „fast psychopathisch“.
Aufgrund der zahlreichen Gerichtsprozesse, die gegen ihn geführt wurden, musste er inzwischen Privatinsolvenz anmelden. Des Weiteren wurde gegen ihn ein Ausreiseverbot verhängt.

## Antwort der singapurischen Regierung über politische Repressionen
Die singapurische Regierung ließ am 11. November 2009 eine Pressemitteilung verbreiten, in der es um die politischen Aktivitäten Chee Soon Juans geht, die Verfahren wegen Diffamierung [Anm.: der Regierung] gegen ihn und seine Unfähigkeit oder sein fehlender Wille, sich vor Gericht selbst zu verteidigen, die Gerichtsfälle, in denen es um Aktionen geht, die aus Sicht der Regierung zivilen Ungehorsam schürten und Chees Reaktionen auf all diese gerichtlichen Urteile.